# New York City (Mondrian)
Pour les articles homonymes, voir New York City (homonymie).
New York City, anciennement New York City I, est un tableau réalisé par Piet Mondrian en 1942. Cette huile sur toile est conservée au musée national d'Art moderne, à Paris.

## Histoire
La toile est accrochée et présentée au public à l'envers depuis 1944.
En 1944, à la mort de Mondrian, les spécialistes ne parviennent plus à distinguer l'envers et l'endroit de la toile. Le MoMA de New York choisit donc de présenter au public la face présentant une signature de Mondrian, alors qu'il s'agit en fait du dos de la toile. L'erreur est découverte en 2022 par la commissaire d'exposition allemande Susanne Meyer-Büser qui a eu accès à une photo présentant la toile dans le bon sens. Malgré la découverte de cette erreur, les experts préfèrent ne pas retourner la toile pour ne pas risquer de l'abimer.